# Mirador de Morelia
Mirador de Morelia är en ort i Mexiko.   Den ligger i kommunen Morelia och delstaten Michoacán de Ocampo, i den södra delen av landet, 220 km väster om huvudstaden Mexico City. Mirador de Morelia ligger 2 020 meter över havet och antalet invånare är 128.
Terrängen runt Mirador de Morelia är kuperad västerut, men österut är den platt. Runt Mirador de Morelia är det tätbefolkat, med 493 invånare per kvadratkilometer. Närmaste större samhälle är Morelia, 6,4 km sydost om Mirador de Morelia. Runt Mirador de Morelia är det i huvudsak tätbebyggt.